# Костричкин, Николай Андреевич
Николай Андреевич Костричкин (13 декабря 1904 — 12 октября 1963) — передовик советского сельского хозяйства, бригадир полеводческой бригады колхоза «Борец» Бронницкого района Московской области, Герой Социалистического Труда (1948).

## Биография
Родился 13 декабря 1904 году в селе Рыболово, Бронницкого уезда в русской семье крестьянина. С 1931 года работал в колхозе "Борец" на сельскохозяйственных работах. В 1932 году назначен бригадиром полеводов. Сыграл важную роль в становлении хозяйства и принял активное участие в выдвижении колхоза в число передовых в Московской области.
В октябре 1941 года был призван на фронт. Участник Великой Отечественной войны. Служил телефонистом взвода связи 58-й штабной батареи управления 5-й ударной армии.
Демобилизовавшись, вернулся работать в родной колхоз. Трудился бригадиром 2-й бригады колхоза "Борец". В 1947 году его бригада получила высокий урожай ржи - 30,9 центнеров с гектара на площади 24,5 гектара.
За получение высоких урожаев пшеницы, ржи и картофеля в 1947 году, Указом Президиума Верховного Совета СССР от 19 февраля 1948 года Николаю Андреевичу Костричкину было присвоено звание Героя Социалистического Труда с вручением ордена Ленина и золотой медали «Серп и Молот».
В дальнейшем продолжал трудовую деятельность. В 1956 году его бригада вновь отличилась, а сам Николай Андреевич был награждён Орденом Трудового Красного Знамени.
Проживал в селе Рыболово Бронницкого района Московской области. Умер 12 октября 1963 года. Похоронен на сельском кладбище в Рыболово.

## Награды
За трудовые успехи удостоен:
- золотая звезда «Серп и Молот» (19.02.1948),
- орден Ленина (19.02.1948),
- орден Трудового Красного Знамени (30.01.1957),
- две медали "За боевые заслуги",
- Медаль За победу над Германией в Великой Отечественной войне 1941-1945 гг.
- другие медали.